# Erveo di Bretagna
Erveo (italianizzato, ma nelle diverse lingue regionali antiche dove ha operato ed è vissuto Hervé, Harvey, Herveus, Houarniaule) (... – Lanhouarneau, 575 circa) è stato un eremita bretone. Insieme a sant'Ivo è uno dei più popolari santi bretoni.

## Agiografia
La sua casa natale è stabilito che sia stata Guimiliau (Gwimilio). La storia di sant'Erveo ci è stata tramandata da una “Vita” del XIII secolo. La leggenda narra che egli era figlio di un Hyvarnion, famoso menestrello inglese, espulso dal suo paese dai sassoni e rifugiatosi alla corte del re franco Childeberto I.
Hervé era nato cieco. Con il suo discepolo Guiharan, Hervé viveva vicino Plouvien come un eremita e bardo. Secondo la leggenda, egli aveva il potere di curare gli animali ed era accompagnato da un lupo addomesticato: questo lupo avrebbe divorato il bue usato da Erveo nell'aratura e con un sermone eloquente Erveo avrebbe convinto il lupo a servire al posto del bue.
Rifiutò ogni ordinazione e onore della terra, accettando solo di essere ordinato come un esorcista.
Morì nel 556 e fu sepolto a Lanhouarneau, dove aveva riuniti finalmente i suoi discepoli.

## Culto
Fu sepolto a Lanhouarneau e le sue reliquie sarebbero state trasportate a Brest al tempo delle invasioni normanne, poi disperse nel sec. XI, parte a Nantes, parte a Rennes.
Dal Martirologio Romano alla data del 17 giugno: «In Bretagna, sant'Ervèo, eremita, che, come si racconta, pur privo della vista fin dalla nascita, cantava tuttavia con letizia le meraviglie del paradiso».